# Streblosa bullata
Streblosa bullata är en måreväxtart som beskrevs av Elmer Drew Merrill. Streblosa bullata ingår i släktet Streblosa och familjen måreväxter. Inga underarter finns listade i Catalogue of Life.